# San Pablo Bay
De San Pablo Bay is een zeearm of estuarium in de Amerikaanse staat Californië, en vormt een noordelijke uitloper van de San Francisco Bay. In het oosten staat de San Pablo Bay via de Straat van Carquinez in verbinding met de Suisun Bay. Zowel het water van de Sacramento River als dat van de San Joaquin River stroomt door de San Pablo Bay en de San Francisco Bay naar de Grote Oceaan. De San Pablo Bay is ongeveer 16 km breed en heeft een oppervlakte van 230 km2.
Aan de oevers van de San Pablo Bay liggen de plaatsen San Pablo, Pinole, Hercules, Rodeo, Vallejo, Novato en San Rafael. Op het schiereiland dat de San Pablo Bay en de San Francisco Bay van elkaar scheidt ligt de stad Richmond. De onbebouwde oevers van de zeearm bestaan uit kwelders en zoutmoerassen. Het grootste deel van de zeearm is ondiep. Vooral in de buurt van de Straat van Carquinez kan de stroming sterk zijn.
De zeearm is genoemd naar een ranch met de naam Rancho San Pablo, die op de plek lag van het tegenwoordige San Pablo, Richmond en Kensington. Vlak bij San Rafael lag rond 1880 een Chinese nederzetting van garnalenkwekers, nu beschermd als het China Camp State Park.

## Ecologie
Een deel van de noordelijke oever is onderdeel van het San Pablo Bay National Wildlife Refuge, een beschermd natuurgebied rijk aan watervogels. Sommige soorten, zoals de grote tafeleend (Aythya valisineria), gebruiken het gebied om te overwinteren. Onder de bedreigde soorten zijn de bruine pelikaan (Pelecanus occidentalis), de Californische klapperral (Rallus longirostris obsoletus) en de Amerikaanse oogstmuis (Reithrodontomys raviventris).
Onder de vissen in de San Pablo Bay zijn de gestreepte zeebaars (Morone saxatilis), brandingbaarzen, steuren, de platvis Platichthys stellatus, de luipaardhaai (Triakis semifasciata), Atherinops affinis en ansjovissen. De zeearm is een populaire stek onder sportvissers.